# Estación Autobuses (Metro de Granada)
Estación autobuses es una estación en superficie de la línea 1 del Metro de Granada situada en el distrito Norte de la ciudad de Granada. Se encuentra frente a la Estación de Autobuses de la ciudad, a la que debe su nombre.

## Situación
La estación se encuentra en la Avenida Juan Pablo II, frente a la entrada principal de la Estación de autobuses de Granada. Su principal función es la intermodalidad entre la terminal de pasajeros y el resto de la ciudad. Esta infraestructura es el mayor nodo de conexión de media y larga distancia de la provincia de Granada en transporte por carretera.
La estación también tiene como objetivo dar servicio a la población del sur del barrio de Almanjáyar y a la barriada colindante de Joaquina Eguaras, situada en el distrito Beiro.
El entorno de la estación fue totalmente reformado con motivo de las obras del Metro de Granada: Se instaló nuevo mobiliario público y se ampliaron las aceras en toda la avenida. El área peatonal frente a la terminal de autobuses también fue remodelado, creando una gran plaza a lo largo de toda la fachada principal que está conectada directamente con la estación de metro.

## Características y servicios
La configuración de la estación es de dos andenes laterales de 65 metros de longitud con sendas vías, una por cada sentido. La arquitectura de la estación se dispone en forma de doble marquesina a ambos lados, con un techo y elementos arquitectónicos y decorativos en acero y cristal.
La estación es accesible a personas con movilidad reducida, tiene elementos arquitectónicos de accesibilidad a personas invidentes y máquinas automáticas para la compra de títulos de transporte. También dispone de paneles electrónicos de información al viajero y megafonía.
Se trata de séptima estación en número de viajeros de la línea 1, concentrando aproximadamente el 5% de las validaciones de billetes de esta en 2018.

## Intermodalidad
Debido a su ubicación, uno de los objetivos de la estación de metro es la intermodal con el resto de medios de transporte público. 
En la plaza frente a la estación existe un intercambiador donde hacen parada tanto líneas de la red de autobuses urbanos de Granada. como con las líneas interurbanas del Consorcio de Transportes de Granada. A escasos metros también se encuentra una parada de taxi.
A Estación de autobuses dan servicio la línea 5 de bus urbano — que conecta la estación con el sur de la ciudad a través del eje de Camino de Ronda; línea 33, que también conecta con el sur a través del centro de la ciudad y las líneas circular 21.
En el cuanto a la red de buses metropolitanos, frente a la estación paran las líneas que conectan la capital con los municipios del área norte: Maracena, Albolote y Peligros.